# Edward Furlong
 (janvier 2023).
Si vous disposez d'ouvrages ou d'articles de référence ou si vous connaissez des sites web de qualité traitant du thème abordé ici, merci de compléter l'article en donnant les références utiles à sa vérifiabilité et en les liant à la section « Notes et références ».
 (janvier 2023).
Edward Furlong, né le 2 août 1977 à Glendale (Californie)est un acteur américain. Il est surtout connu pour ses rôles de John Connor dans le film Terminator 2 : Le Jugement dernier, et de Danny Vinyard dans American History X.

## Biographie
Edward Furlong naît à Glendale dans l'État de Californie. Il est le fils d'Eleanor Tafoya Torres, issue d'une famille mexicaine. Cette dernière ne lui a jamais révélé l'identité de son père, l'informant seulement que celui-ci serait d'origine russe. En 1990, sa mère le confie à sa sœur Nancy Tafoya et à son demi-frère Sean Furlong, qui deviennent ses tuteurs légaux en 1991. Il fréquente ensuite la Charles W. Eliot Middle School de Pasadena, puis la South Pasadena Junior High School. Il a également un demi-frère plus jeune nommé Bobby, né d'une autre union. 

### Révélation et ascension fulgurante
Adolescent, il est découvert par la directrice de casting Mali Finn et obtient le rôle de John Connor dans Terminator 2 : Le Jugement dernier de James Cameron aux côtés d'Arnold Schwarzenegger, Linda Hamilton et Robert Patrick. Le film étant le plus grand succès au box-office de l'année 1991, il accède immédiatement à la notoriété. Il obtient plusieurs récompenses pour son interprétation de John Connor.
Durant le tournage, la mère d'Edward Furlong entame une action en justice afin de récupérer la garde de son fils.
Pour son deuxième film, il décroche un rôle aux côtés de Jeff Bridges où il joue son fils dans American Heart (1992). Par la suite, il enchaine spots de publicité, films indépendants et grosses productions hollywoodiennes, comme Simetierre 2 (1992) et Brainscan (1994). Le succès est de nouveau au rendez-vous pour lui en 1993 avec le film A Home of Our Own de Tony Bill. Cette même année, il tourne dans le clip For Livin' on the Edge du groupe Aerosmith.
En 1994, il joue aux côtés de Tim Roth dans Little Odessa de James Gray, où il y interprète le petit frère d'un tueur à gages, puis dans Le Poids du déshonneur de Barbet Schroeder (1996), aux côtés de Meryl Streep et Liam Neeson.
En 1998, il joue le personnage principal dans Pecker, une comédie où il donne la réplique à Christina Ricci et dont il dit : « Il est vrai que la plupart des personnages que j'ai joués jusqu'à présent sont plutôt suicidaires. Rôles très sombres, ce qui me plaît. Mais je voulais faire quelque chose de différent et John m'a donné la chance de le faire ».
La même année, il connaît de nouveau le succès au box-office international avec le film American History X de Tony Kaye où sa performance est saluée par la critique. Il y interprète Danny Vinyard, aux côtés d'Edward Norton.
En 1999, il est à l'affiche de Detroit Rock City, une comédie dans laquelle il joue un étudiant prêt à tout pour aller voir un concert du groupe Kiss.
En 2000, il joue un jeune détenu aux côtés de Mickey Rourke et Danny Trejo dans Animal Factory de Steve Buscemi.

### Années 2000
En raison d'affaires judiciaires et de problèmes d'addictions, les années 2000 sont beaucoup moins fastes pour lui.
Il est toutefois le héros du film Une souris verte, de Mathias Ledoux dont il partage l'affiche avec la Britannique Emilia Fox et la Française Elsa Zylberstein.
En 2004, il apparaît dans le clip de The Unnamed Feeling de Metallica.
Alors que les studios comptaient sur lui pour reprendre son rôle de John Connor pour Terminator 3 : Le Soulèvement des machines, il n'est finalement pas reconduit en raison de son état de santé.
En 2006, lors d'une interview, il avoue avoir été héroïnomane et cocaïnomane entre 22 et 26 ans. Il dira également : « J'étais un gentil gamin. Hollywood m'a bousillé. »
Toujours en 2006, il joue dans Jimmy and Judy sur le tournage duquel il rencontre sa future femme, l'actrice Rachael Bella, avec qui il aura un fils. Il tourne également cinq épisodes de la série Les Experts : Manhattan, incarnant le personnage de Shane Casey. Il devient également The Crow pour les besoins du quatrième opus de la saga The Crow : Wicked Prayer.
En 2011, il apparaît brièvement dans The Green Hornet.

### Vie privée
Âgée de 29 ans, sa nouvelle tutrice Jacqueline Domac entame une relation avec Edward Furlong alors âgé de 16 ans. Cette relation le mènera à être en froid avec son oncle et sa tante ce qui précipitera son émancipation, obtenue fin 1993.
Furlong a eu des relations connues avec Natasha Lyonne, Jolene Blalock et Paris Hilton.
Alors qu'il est en plein succès, Edward Furlong consomme toutes sortes de drogues à partir de ses 22 ans. En 2001, il est hospitalisé d'urgence après avoir été retrouvé inanimé et couché dans son vomi dans une boîte de Sunset Boulevard. Il est alors question d'une overdose à la suite d'une prise d'héroïne. Dans les semaines qui suivent, il est arrêté pour conduite sans permis et en état d'ébriété. À sa sortie, il est envoyé en cure de désintoxication.
Il se marie avec l'actrice Rachael Bella le 19 avril 2006 et divorce le 8 juillet 2009. Leur fils Ethan Page Furlong naît le 21 septembre 2006. Trois ans plus tard, Rachael Bella demande le divorce et l'accuse de violences conjugales. Elle fustige également sa consommation de cocaïne et autres drogues dures. Suicidaire, il sera finalement hospitalisé en hôpital psychiatrique.

#### Affaires judiciaires
Peu après l'obtention de son premier rôle dans Terminator 2, la mère d'Edward Furlong lance une procédure judiciaire afin de récupérer la garde de son fils, qu'elle avait confié à sa sœur (Nancy Tafoya) et son demi-frère (Sean Furlong) en mai 1990. En septembre 1991, le juge la déboute de sa demande et reconnaît officiellement que Nancy Tafoya et Sean Furlong sont les tuteurs légaux de l'adolescent ; toutefois, la cour lui accorde le contrôle du patrimoine de son fils (et donc des revenus générés par sa carrière naissante). Cette décision crée de fortes tensions intra-familiales, en particulier lorsque l'oncle et la tante de Furlong quittent leurs emplois respectifs afin de s'occuper à plein temps de la carrière du jeune acteur.
La mère récupèrera la tutelle de son fils deux ans plus tard. Furlong sera finalement émancipé en 1993, à l'âge de 17 ans.
En décembre 2012, son fils Ethan, alors âgé de 6 ans, est testé positif à la cocaïne alors qu'il était sous sa garde. Il se voit interdire d'approcher son fils sans surveillance.
En mars 2013, il est condamné à 180 jours de prison pour violences conjugales envers son ex-petite amie Monica Keena et violation d'une injonction d'éloignement interdisant tout contact avec celle-ci.

## Filmographie

### Cinéma
- 1991 : Terminator 2 : Le Jugement dernier (Terminator 2: Judgment Day), de James Cameron : John Connor
- 1992 : Simetierre 2 (Pet Sematary II), de Mary Lambert : Jeff Matthews
- 1992 : American Heart, de Martin Bell : Nick Kelson
- 1993 : Le Combat de ma mère (A Home of Our Own), de Tony Bill : Shayne Lacey
- 1994 : Brainscan, de John Flynn : Michael Brower
- 1994 : Little Odessa, de James Gray : Reuben Shapira
- 1995 : The Grass Harp, de Charles Matthau : Collin Fenwick
- 1996 : Le Poids du déshonneur (Before and After), de Barbet Schroeder : Jacob Ryan
- 1998 : Pecker, de John Waters : Pecker
- 1998 : American History X, de Tony Kaye : Danny Vinyard
- 1999 : Detroit Rock City, d'Adam Rifkin : Hawk
- 2000 : Animal Factory, de Steve Buscemi : Ron Decker
- 2001 : I cavalieri che fecero l'impresa, de Pupi Avati : Simon di Clarendon
- 2003 : Une souris verte, de Mathias Ledoux : Thomas Cross
- 2005 : The Crow: Wicked Prayer, de Lance Mungia : Jimmy Cuervo / The Crow
- 2011 : The Green Hornet, de Michel Gondry : Tupper
- 2012 : Below Zero : Jack le hacker
- 2013 : Assaut sur Wall Street, de Uwe Boll : Sean
- 2019 : Terminator: Dark Fate, de Tim Miller : John Connor en CGI jeune (cameo de l'apparence faciale)
- 2024 : The Forest Hills, de Scott Goldberg

### Direct-to-vidéo
- 2005 : Intermedio, d'Andrew Lauer : Malik
- 2005 : Cruel World, de Kelsey T. Howard : Philip Markham
- 2005 : Venise Underground, de Eric DelaBarre : Gary
- 2006 : Jimmy & Judy, de Randall Rubin et Jon Schroder : Jimmy Wright
- 2006 : The Visitation, de Robby Henson : Brandon Nichols
- 2006 : High Hopes (Nice Guys), de Joe Eckardt : Tye
- 2006 : Le Pacte (The Covenant: Brotherhood of Evil), de Michael Bafaro : David Goodman
- 2006 : Warriors of Terra, de Robert Wilson : Chris
- 2007 : Living & Dying, de Jon Keeyes : Sam
- 2008 : Dark Reel, de Josh Eisenstadt : Adam Waltz
- 2009 : Stoic, d'Uwe Boll : Harry Katish
- 2009 : Darfur, d'Uwe Boll : Adrian Archer
- 2009 : Night of the Demons, d'Adam Gierasch : Colin
- 2010 : Kingshighway, de Clayne Crawford : Dino Scarfino
- 2011 : This Is Not a Movie, d'Olallo Rubio : Pete Nelson
- 2011 : The Mortician, de Gareth Maxwell Roberts : Petrovsky
- 2011 : Below Zero, de Justin Thomas Ostensen : Jack / Franck
- 2011 : Witness Insecurity, de Heather Hale : Johnny Graham
- 2011 : Tequila, de Sergio Sánchez Suárez : Smith
- 2012 : For the Love of Money, de Ellie Kanner-Zuckerman : Tommy
- 2012 : Crave, de Charles de Lauzirika : Ravi
- 2012 : Paranormal Abduction, de Rachel Grissom : Frank
- 2013 : Matt's Chance, de Nicholas Gyeney : Matt
- 2013 : The Zombie King, de Aidan Belizaire : Samuel Peters/The Zombie King
- 2013 : Awakened, de Joycelyn Engle et Arno Malarone : Thomas Burton
- 2014 : Stitch, de Ajai : Marsden
- 2014 : The Last Night, de Andrew Hyatt : Noah
- 2014 : Aftermath, de Peter Engert : Brad
- 2015 : Awaken, de Mark Atkins : Berto
- 2016 : A Winter Rose, de Riz Story : Willy
- 2017 : The Reunion, de Tim French : Skip

### Télévision
- 2006 : Les Experts : Manhattan (CSI: NY) (saison 3, épisodes 4 et 11) : Shane Casey
- 2010 : Les Experts : Manhattan (CSI: NY) (saison 6, épisodes 19 et 23) : Shane Casey
- 2010 : Les Experts : Manhattan (CSI: NY) (saison 7, épisode 1) : Shane Casey (non crédité)
- 2012 : The Glades (saison 3, épisode 7) : Way N.E. Bey/Wayne Balldinger
- 2012 : Arachnoquake (téléfilm) : Charlie
- 2015-2017 : Star Trek: Renegades (série TV) - 2 épisodes : Fixer

## Distinctions

### Récompenses
- 18e cérémonie des Saturn Awards 1992 : Meilleur(e) jeune acteur ou actrice dans un film de science-fiction pour Terminator 2 : Le Jugement dernier (Terminator 2: Judgment Day) (1991) pour le rôle de John Connor.
- 1992 : MTV Movie & TV Awards de la meilleure révélation masculine dans un film de science-fiction pour Terminator 2 : Le Jugement dernier (Terminator 2: Judgment Day) (1991) pour le rôle de John Connor.
- 1994 : Young Artist Awards du meilleur jeune acteur dans un rôle principal dans un drame biographique pour A Home of Our Own (1993).
- 2013 : Vegas Indie Film Fest de la meilleure distribution dans un drame biographique pour Matt's Chance (2013), partagé avec Nicholas Gyeney (réalisateur), Bill Sorice (acteur), Edi Zanidache (acteur), Lee Majors (acteur), Margot Kidder (acteur), Gary Busey (acteur), Brandy Kopp (acteur), Edward Michael Scott (acteur) et Marshawn Lynch (acteur).

### Nominations
- 19e cérémonie des Saturn Awards 1993 : Meilleur(e) jeune acteur ou actrice dans un thriller d'horreur pour Simetierre 2 (1992).
- 1994 : Film Independent's Spirit Awards du meilleur acteur dans un second rôle dans un drame pour American Heart (1993).
- 1994 : Young Artist Awards de la meilleure jeune distribution dans un drame biographique pour A Home of Our Own (1993), partagé avec Miles Feulner, Clarissa Lassig, Amy Sakasitz et Sarah Schaub.
- 1998 : Awards Circuit Community Awards du meilleur acteur dans un second rôle dans un drame pour American History X (1998).
- 1999 : Young Artist Awards de la meilleure performance pour un jeune acteur dans un second rôle dans un drame pour American History X (1998).
- 2012 : Hoboken International Film Festival du meilleur acteur dans un thriller pour Below Zero (2012).